# Brahim Boushaki
Brahim Boushaki (árabe: إبراهيم بن علي بوسحاقي Ibrahim ibn Ali al-Boushaki) (1912 CE / 1330 AH - 1997 CE / 1418 AH), fue un erudito argelino, imán y jeque sufí. Nació en el pueblo de Soumâa, cerca de la ciudad de Thénia, a 53 km al este de Argel. Creció en un ambiente muy espiritual dentro de Zawiya de Sidi Boushaki con altos valores y ética islámicos. Tenía grandes habilidades interpersonales y dedicó toda su vida al servicio del Islam y Argelia según la Referencia Islámica argelina.

## Familia
Brahim Boushaki nació en 1912 en el histórico pueblo de Soumâa, encaramado en lo alto del Col des Beni Aïcha en la Baja Cabilia.
Es parte de la 16a generación de los descendientes del ilustre teólogo argelino Sidi Boushaki (1394-1453), quien fue uno de los colegas de Sidi Abderrahmane Thaalibi (1384-1479) en su viaje iniciático en Bejaïa y en otros lugares al comienzo de la Gregoriano del siglo XV.
Su padre, Ali Boushaki (1855-1965) fue el muqaddam de la orden sufí Rahmaniyyah al este de Argel, y el sufismo de Zawiya de Sidi Boushaki al sur de Thénia.
Su abuelo, Cheikh Mohamed Boushaki (1834-1887) fue uno de los líderes de la Revuelta Mokrani en 1871 con el marabout Cheikh Boumerdassi de Zawiya de Sidi Boumerdassi y el Cheikh Cherifi de Zawiyet Sidi Amar Cherif, así como las otras zawiyas de Kabylia bajo el liderazgo de Cheikh Mokrani.
Su bisabuelo Cheikh Ali Boushaki (1795-1846) fue también uno de los combatientes de la resistencia contra la conquista francesa de Argelia durante su campaña contra la Cabilia que comenzó en 1837, y fue aliado de Cheikh Mohamed ben Zamoum y del Emir. Abdelkader en la región del macizo de Khachna.

## Primeros años
Los primeros años de la educación de Brahim Boushaki tuvieron lugar a principios del siglo XX en su aldea natal bajo la autoridad espiritual de su padre Ali en la zawiya de sus antepasados.
Este período coincidió con el estallido de la Primera Guerra Mundial en la que se alistó su hermano mayor, Abderrahmane Boushaki y de la que regresó con el grado de cabo.
Brahim aprendió así el Corán y las colecciones básicas de la religión musulmana en la zawiya de su pueblo de Soumâa (Thala Oufella) antes de trasladarse al Zawiya de Sidi Boumerdassi en el pueblo de Ouled Boumerdès para perfeccionar sus conocimientos y profundizar su viaje iniciático.
Luego comenzó a entrenarse para seguir una carrera como imán en Zawiyet Sidi Amar Cherif, donde se distinguió por su destreza conmemorativa y su elocuencia verbal que le permitió obtener una Idjaza coránica y científica.

## Mezquita de Al Fath
Cuando Brahim obtuvo todas las habilidades didácticas para asumir plenamente sus obligaciones como Imam, se unió a su padre Ali, quien entonces había sido nombrado mufti en la mezquita de Al-Fath que se erigió en el centro de la ciudad de Thénia en 1926.
Este período vio el advenimiento de la participación argelina en las elecciones quinquenales que permitieron a los aldeanos enviar sus votos a las instituciones coloniales francesas después de que Charles Jonnart optara por la inserción gradual de los argelinos en la representatividad electiva y electoral.
De hecho, los soldados argelinos que regresaron con vida de la Gran Guerra pidieron tener acceso a puestos de trabajo en el servicio público y poder hacer construir lugares de culto musulmanes (Ibadah) en las colonias francesas erigidas después de 1871, especialmente en la Baja Cabilia.

## Mezquita Safir

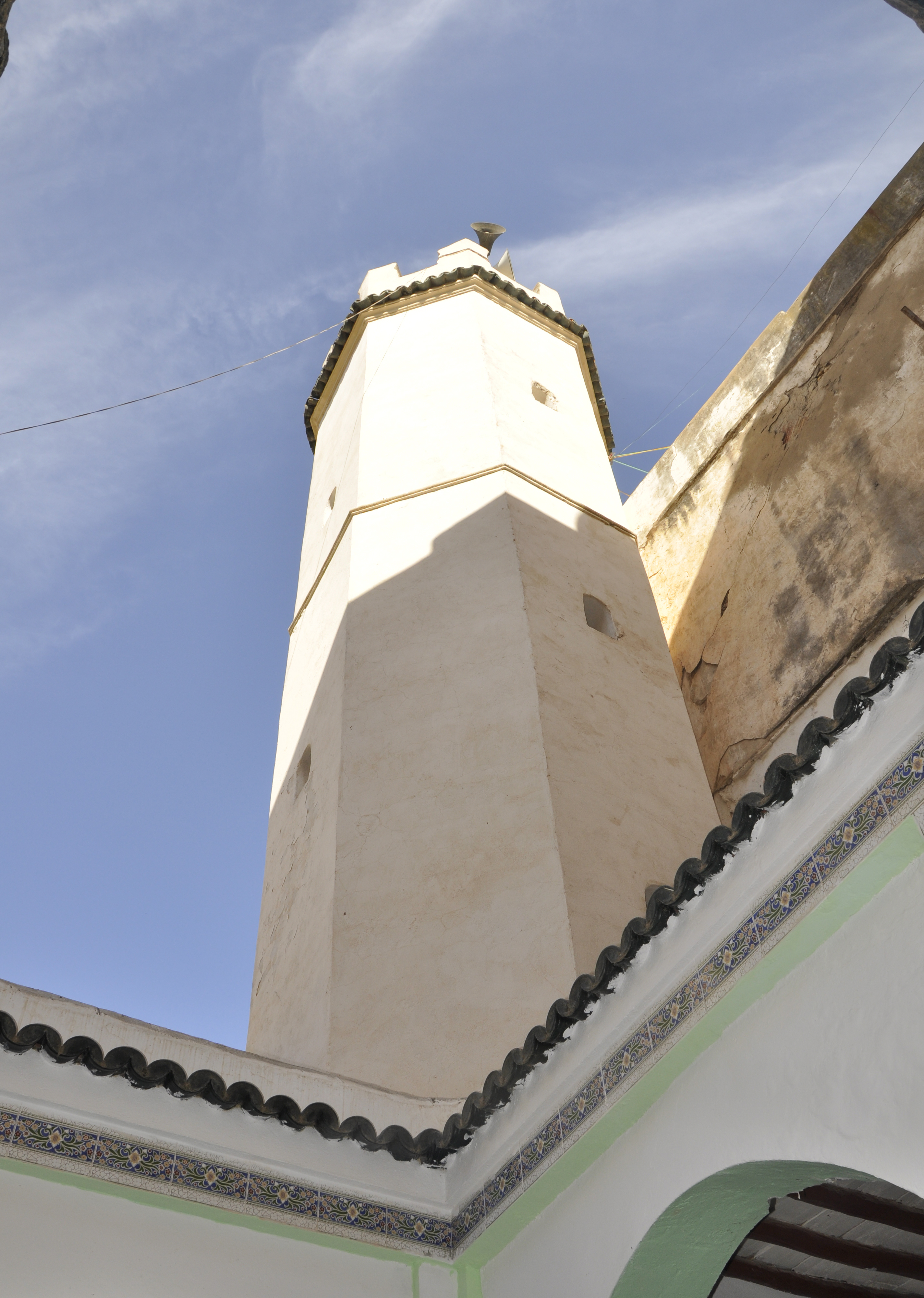
Mezquita Safir

Su tío paterno Mohamed Seghir Boushaki (1869-1959), que había sido elegido entre tanto como concejal municipal para representar a las decenas de pueblos del Col des Beni Aïcha en las instituciones administrativas, trabajó para la presentación de su sobrino erudito, Brahim en las grandes mezquitas de la ciudad de Argel.
Así fue como el Imam Brahim Boushaki fue reclutado en 1947 como Hezzab en la Mezquita Safir dentro de la Casbah de Argel bajo la autoridad del entonces mufti Maliki Mohamed Baba Ameur.
De hecho, la mezquita Safir era entonces un centro del nacionalismo argelino que reunió a cuatro poderosos imanes que conmovieron toda la periferia de Argel, el jeque Brahim Boushaki representaba a Kabylia, el jeque Mohamed Charef representaba el valle de Khemis Miliana, el jeque Mohamed Douakh representaba a los Titteri, mientras que mientras tanto, el jeque Ahmed Benchicou era el representante de Algérois y Mitidja.
Cuando Brahim era Hezzab en esta mezquita, sus sobrinos Yahia Boushaki, Boualem Boushaki y Bouzid Boushaki lo visitaban periódicamente para indagar sobre su situación y sus necesidades, y luego se integraban en las redes revolucionarias independentistas antes del estallido del levantamiento del 1 de noviembre de 1954.
Los fieles y practicantes que frecuentaban esta mezquita fueron iniciados en los preceptos religiosos según la referencia islámica argelina, basada en los libros y libros aprobados y certificados.
La recitación coránica diaria del Hizb Rateb, y también periódicamente del Salka, estaba en el menú de los servicios espirituales de esta ilustre mezquita de Argel.
Así es como la voz serena y aterciopelada del jeque Brahim Boushaki imprimió y dio un toque melodioso a estos círculos de recitación divina del Libro Sagrado según la recitación Warsh.

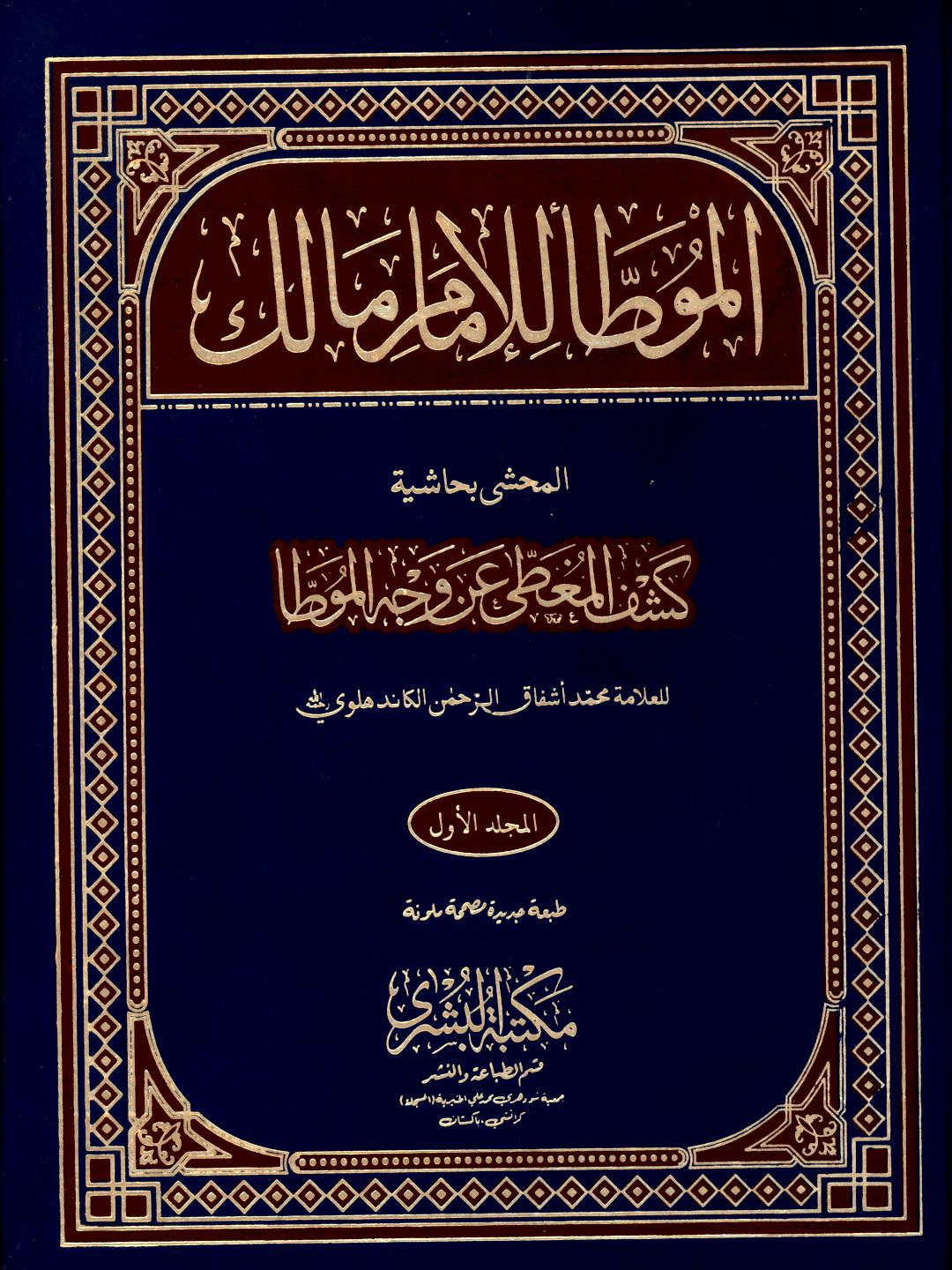
Muwatta Imam Malik
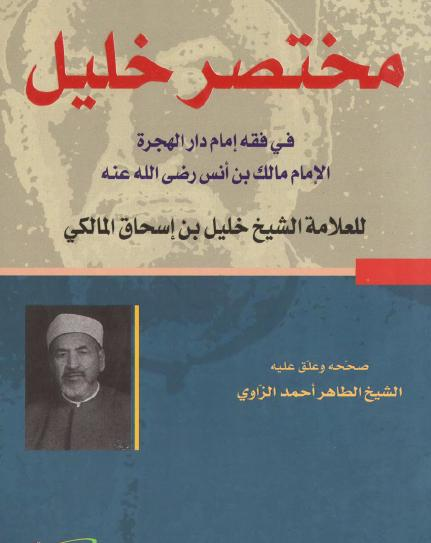
Mukhtasar Khalil
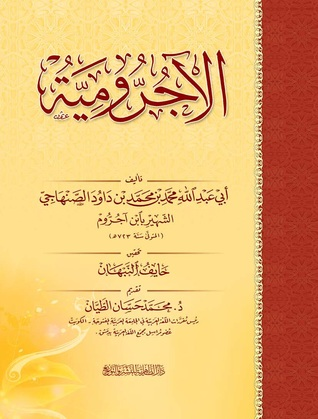
Al-Ajurrumiyya
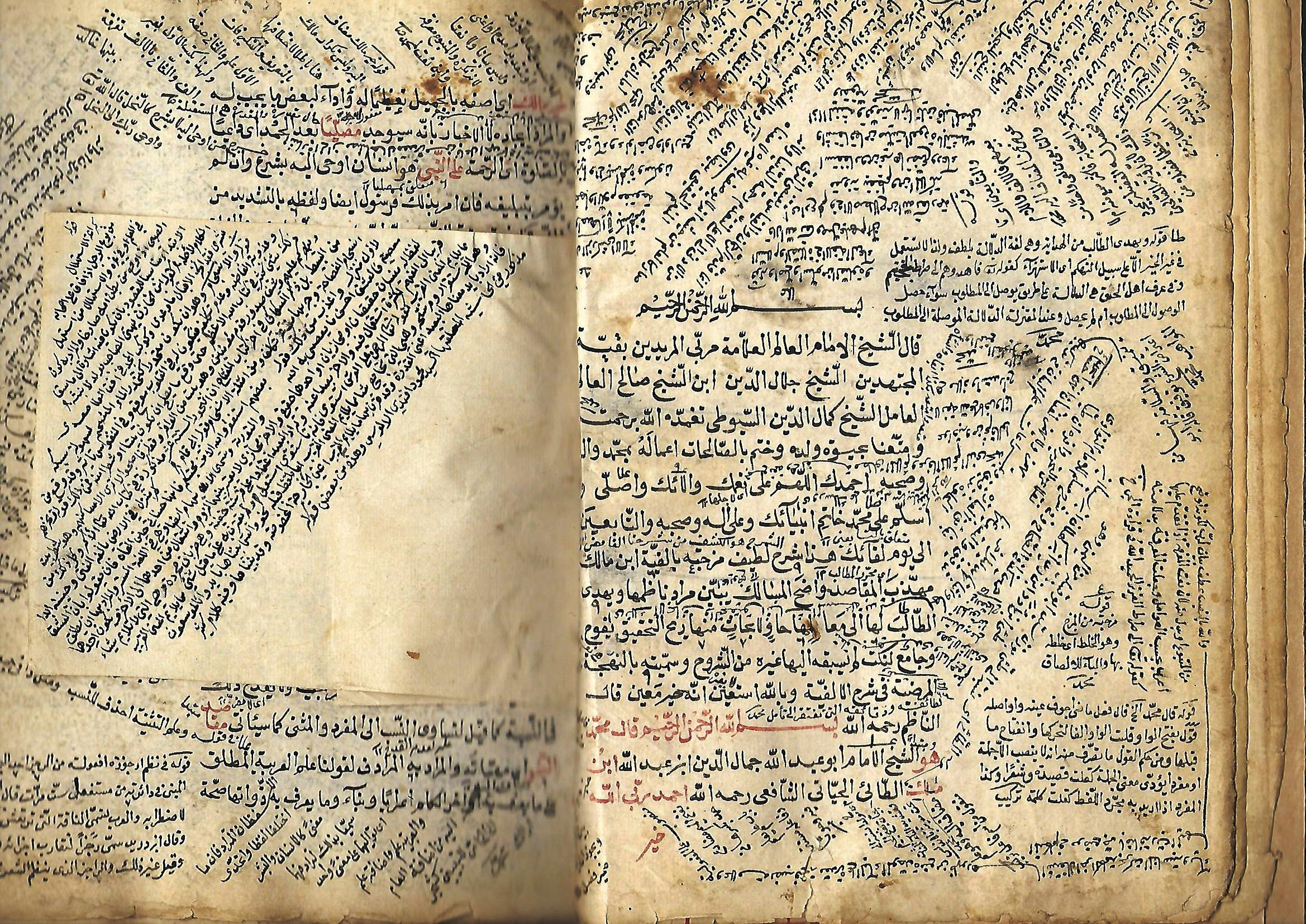
Al-Alfiyya of Ibn Malik

## Revolución argelina

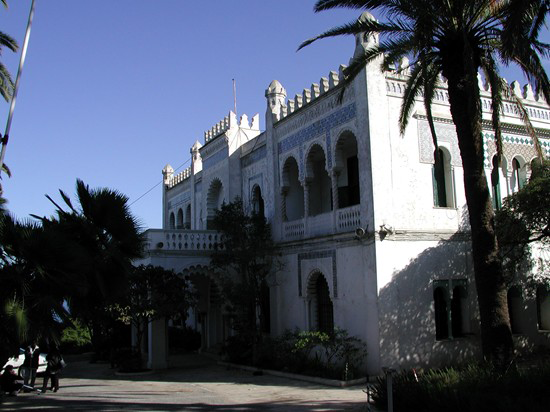
Villa Susini

El estallido de la revolución independentista argelina se produjo después de que Lyès Deriche acogiera la reunión de 22 veteranos en su casa de El Madania, y el periodista Mohamed Aïchaoui escribiera el pregón del inicio de la lucha revolucionaria.
Así fue como la Casbah de Argel fue el lugar donde Mohamed Boudiaf y Didouche Mourad se reunieron con el periodista Mohamed Aïchaoui no lejos de la Mezquita Safir para dictar el borrador de la proclama revolucionaria.
Durante los dos años anteriores a la gran batalla de Argel en 1957, el imán Brahim Boushaki participó en la propaganda para apoyar el activismo popular en Argel en compañía de dos imanes cercanos a él, Mohamed Salah Seddik y Mohamed Kettou.
Pero después de la huelga de ocho días en 1957, la respuesta francesa fue muy violenta y los imanes de las mezquitas de Argel fueron encarcelados en Villa Susini y en otros centros de tortura.
Brahim Boushaki fue luego capturado por soldados franceses y llevado a la villa de Susini donde fue salvajemente torturado antes de ser encarcelado con su amigo Ahmed Chekkar en la misma celda.

## Mezquitas de Argel

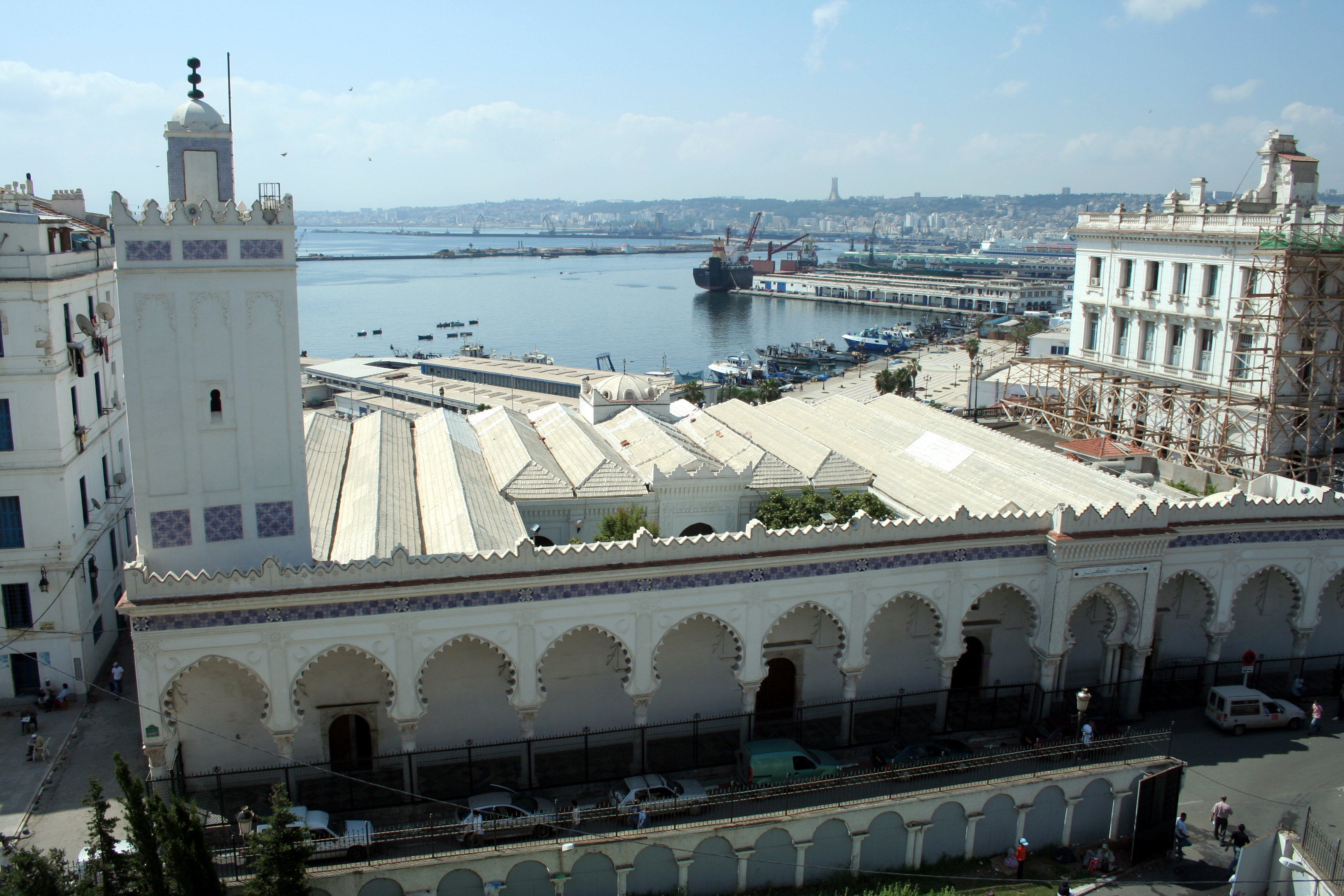
Djamaa el Kebir

Después de la independencia de Argelia en 1962, el Imam Brahim Boushaki fue rehabilitado en sus funciones religiosas en la mezquita Safir junto con los otros imanes que habían sobrevivido al encarcelamiento y la tortura durante la revolución argelina que duró casi ocho años desde 1954.
Luego participó en la influencia de las mezquitas de la Casbah de Argel promoviendo la recitación asidua del Hizb Rateb y la lectura de Sahih Bukhari en la Djamaa el Djedid y Djamaa el Kebir con su amigo, el ilustre Imam y mufti Abderrahmane Djilali.
Mientras tanto, Imam Brahim se convirtió en inspector religioso afiliado al Ministerio de Asuntos Religiosos en 1976 y su misión era elevar el nivel profesional y ético de los imanes que trabajan en la región de Algérois.
También supervisó periódicamente a grupos de peregrinos argelinos durante el Hajj como guía y mufti según el madhab Malikite.

## Regreso a Thénia
Después de la muerte de Ahmed Saad Chaouch en 1978, quien había sido Imam Khatib de la Mezquita Al Fath en Thénia desde 1962, Sheikh Brahim Boushaki lo reemplazó en este cargo religioso cuando tenía 66 años.
Luego reorganizó la enseñanza coránica y jurispridencial en la mezquita de Al Fath de acuerdo con un régimen de clases para la enseñanza nocturna de los escolares de la ciudad.
Estaba siguiendo en su acción las directivas del entonces ministro Mouloud Kacem Naît Belkacem, quien favorecía el hecho de que las mezquitas también debían ser lugares de enseñanza y emancipación intelectual además de la realización de los ritos del culto musulmán.
Tan pronto como regresó a Thénia, estableció un comité para reconstruir y ampliar la mezquita de Al Fath con el fin de permitir que las mujeres asistieran a las oraciones del viernes, a las oraciones de Tarawih y Eid.
Antes de finales de 1982, se triplicó el área de la mezquita y se construyó un primer piso, así como una sala de abluciones en el sótano, y el lugar de oración se entregó a los creyentes y practicantes musulmanes.
El Imam Brahim dio la bienvenida en esta mezquita a los imanes visitantes que predicaron la buena palabra en su mihrab y su minbar, mientras que localmente alentaba a los jóvenes murids a la rectitud y la moralidad.
Su función de inspector de asuntos religiosos le ayudó en su misión de construir mezquitas en la nueva provincia de Boumerdès creada en 1984, y así fue como fue el origen de la construcción de la primera mezquita de la ciudad administrativa de Boumerdès, que entonces fue Bautizado Mezquita Jabir ibn Hayyan.

## Terrorismo salafista
Desde el inicio del extremismo salafista en Argelia, los imanes sufíes fueron el primer blanco del hostigamiento de rebaños y seguidores del wahabismo fundamentalista en mezquitas con el fin de recuperar estos lugares de culto y convertirlos en bases para el derrocamiento de los valores sociales argelinos.
Así comenzó el acoso al Imam Brahim en la mezquita de Al Fath en Thénia durante las oraciones, los sermones de los viernes y las lecciones y enseñanzas religiosas para detener su actividad emancipadora en la mezquita para que toda la sociedad caiga en el terror terrorista sin un punto de referencia de término medio y moderación.
Con la acentuación de las amenazas terroristas de muerte que cayeron sobre él en Thénia, él, que había asumido todas las oraciones de Salat Fadjr hasta Salat Isha, Imam Brahim tuvo que abandonar la ciudad de Thenia y exiliarse en las alturas de Kouba en la ciudad de Argel en abril de 1993.
Fue reemplazado en la mezquita de Thénia por el imán Omar Arar, oriundo del pueblo de Soumâa, en un clima de terror y asesinatos recurrentes, y fue asesinado fatalmente frente a su casa el 13 de octubre de 1993 después de Salat Icha.
Los terroristas salafistas se aprovecharon entonces del toque de queda establecido durante la noche para desmantelar la casa del Imam Brahim y robar su imponente biblioteca que contiene joyas de libros.
Sheikh Brahim no regresó a Thénia en cuatro ocasiones mientras los asesinatos y masacres terroristas caían en toda la provincia de Boumerdès y dejaban en luto a familias y tribus.
A pesar de su vejez y su exilio forzado en Argel, el Imam Brahim continuó con las probadas notabilidades religiosas de la capital para tejer abanicos de esperanza a pesar de las calamidades que ensangrentaban el país.

## Muerte
El Imam Brahim Boushaki murió durante el año 1997 en la casa familiar de sus parientes en la comuna de Kouba en Algérois a la edad de 85 años.
Murió de un ataque cardíaco repentino mientras hacía su ablución (Wudu) para realizar su oración (Salah) como de costumbre, como musulmán y como imán.
Luego fue enterrado en el cementerio Sidi Garidi dentro de la comuna de Kouba en presencia de sus familiares, amigos y fieles, quien pasó gran parte de su vida en las mezquitas de la capital Argel.

## Gallery

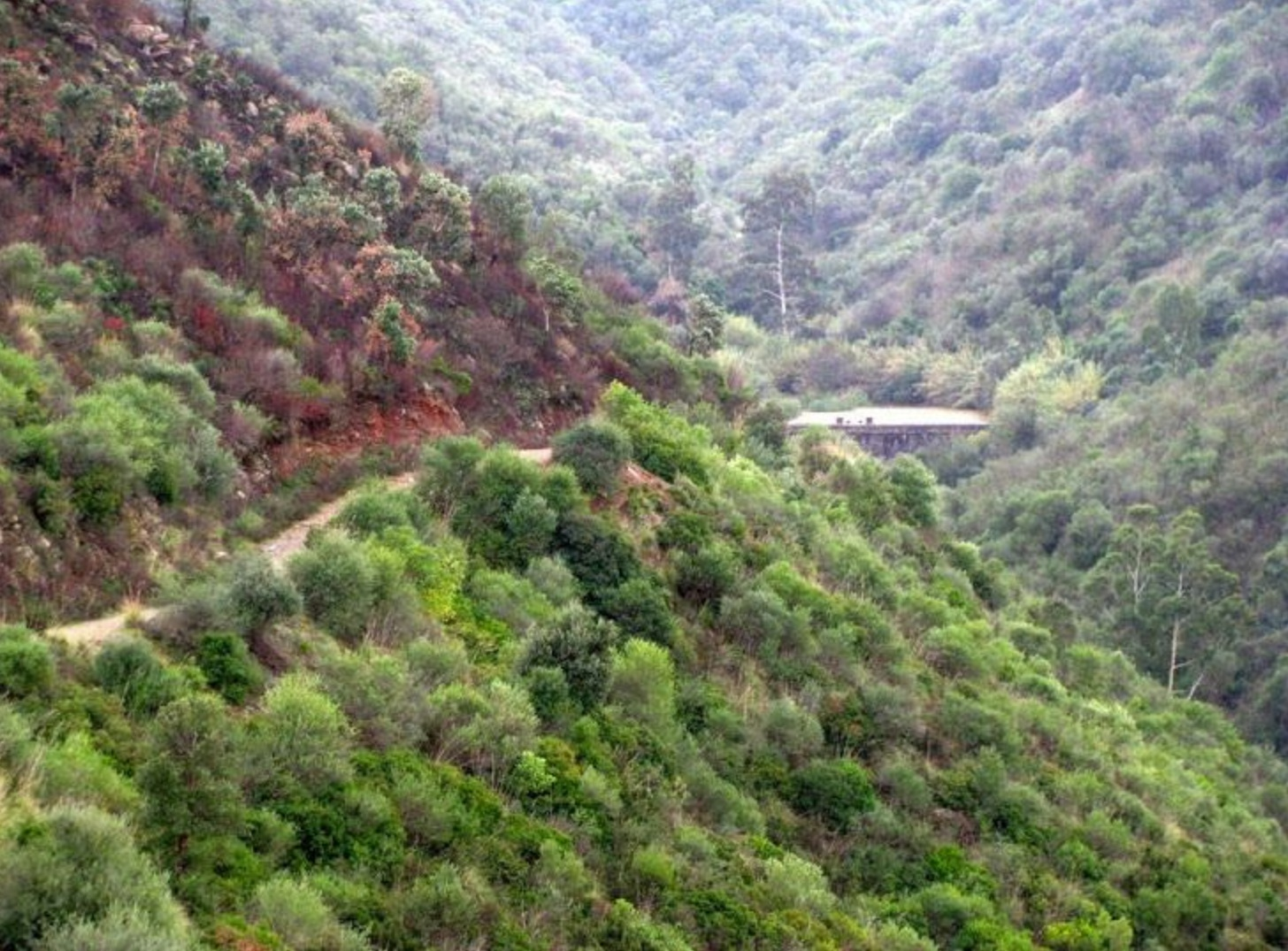
Valle de Meraldene

## Portales
- Portal:Argelia. Contenido relacionado con Argelia.
- Portal:África. Contenido relacionado con África.
- Portal:Islam. Contenido relacionado con Islam.
- Portal:Política. Contenido relacionado con Política.
- Portal:Militar. Contenido relacionado con Militar.

- Datos: Q25455059
- Multimedia: Brahim Boushaki / Q25455059